# Emprisonnement en droit français
L'emprisonnement est une peine correctionnelle privative de liberté, de 2 mois à 10 ans au plus, qui s'exécute dans une maison d'arrêt, exceptionnellement dans une maison centrale ou dans un centre pénitentiaire.
Il s'agit d'une peine principale propre aux délits, qui peut être remplacée par des jours-amende,, un stage de citoyenneté ou certaines peines privatives ou restrictives de droits. Cependant certains délits ne sont pas punis par une peine de prison, mais seulement par une amende. En présence d'un crime, la peine de prison est appelée légalement "réclusion criminelle" ou "détention criminelle". Dans ce cas, la peine ne peut être inférieure à 10 ans.

## Historique
La peine de prison en matière correctionnelle est appelée « emprisonnement » depuis le Code pénal révolutionnaire de 1791. Cette dénomination est reprise par le Code pénal napoléonien de 1810. L’emprisonnement est alors une peine de prison à temps de 6 jours à 5 ans au plus. En parallèle, il existait la peine de réclusion : elle était une peine criminelle de droit commun, afflictive et infamante, d'une durée de cinq à dix ans et exécutée en maison centrale.
L'ordonnance du 4 juin 1960 abroge les peines de travaux forcés et de réclusion. Les travaux forcés sont remplacés par la peine de réclusion criminelle qui devient l'unique peine en matière criminelle. La peine de réclusion est reprise par la peine d’emprisonnement qui est étendu à 10 années au plus.
La réforme du code pénal de 1994 supprime les peines de prison pour les contraventions qui pouvait être d'une journée à deux mois.

## Description
L'emprisonnement délictuel consiste en une peine privative de liberté à temps fixé par un juge. Cette durée, fixée par la loi, va de 2 mois à 10 ans au plus. Les peines d'emprisonnement délictuel sont échelonné par le législateur selon huit degrés, tel que :
- 10 ans ;
- 7 ans ;
- 5 ans [11];
- 3 ans ;
- 2 ans ;
- 1 an ;
- 6 mois ;
- 2 mois.

Cependant, le principe d'individualisation des peines permet au juge de prononcer des peines au-dessous de ces minima mais il ne peut pas à aller au-delà du maximum fixé par le législateur pour chaque délit. Il est à noter que le législateur n'est pas tenu d’appliquer nécessairement cette échelle : le délit de dépassement de la vitesse autorisée de 50 km/h ou plus en récidive est puni par une peine d'emprisonnement de 3 mois.